# 潘麗水
潘麗水（1914年—1995年4月8日），臺灣廟宇畫師，臺南市出身，人稱「麗水師」，作品曾入選日治時期第五屆臺灣美術展覽會，以及中華民國教育部民族藝術薪傳獎。

## 生平
因父潘春源亦知名民俗畫師，潘麗水除從小受父親薰陶，另師事水墨畫師呂璧松，昭和6年（1931年），公學校畢業甫二載，即以「畫具」一作，和父親雙雙入選第五屆「台灣美術展覽會」，一時美談，而於1934年正式出師，稱雄一方。
青年時期逢台灣日治時期，廣告勃興，曾轉行做過廣告看板繪製。
二次大戰之後，潘麗水又開始從事廟宇繪畫，這時期他的畫風受華北派建築彩繪影響，從門神的風格改為漢朝衣服就可看出，於是南北畫風兼容，畫藝日臻成熟的潘麗水逐漸在台灣廟宇建築界中闖出了名聲。

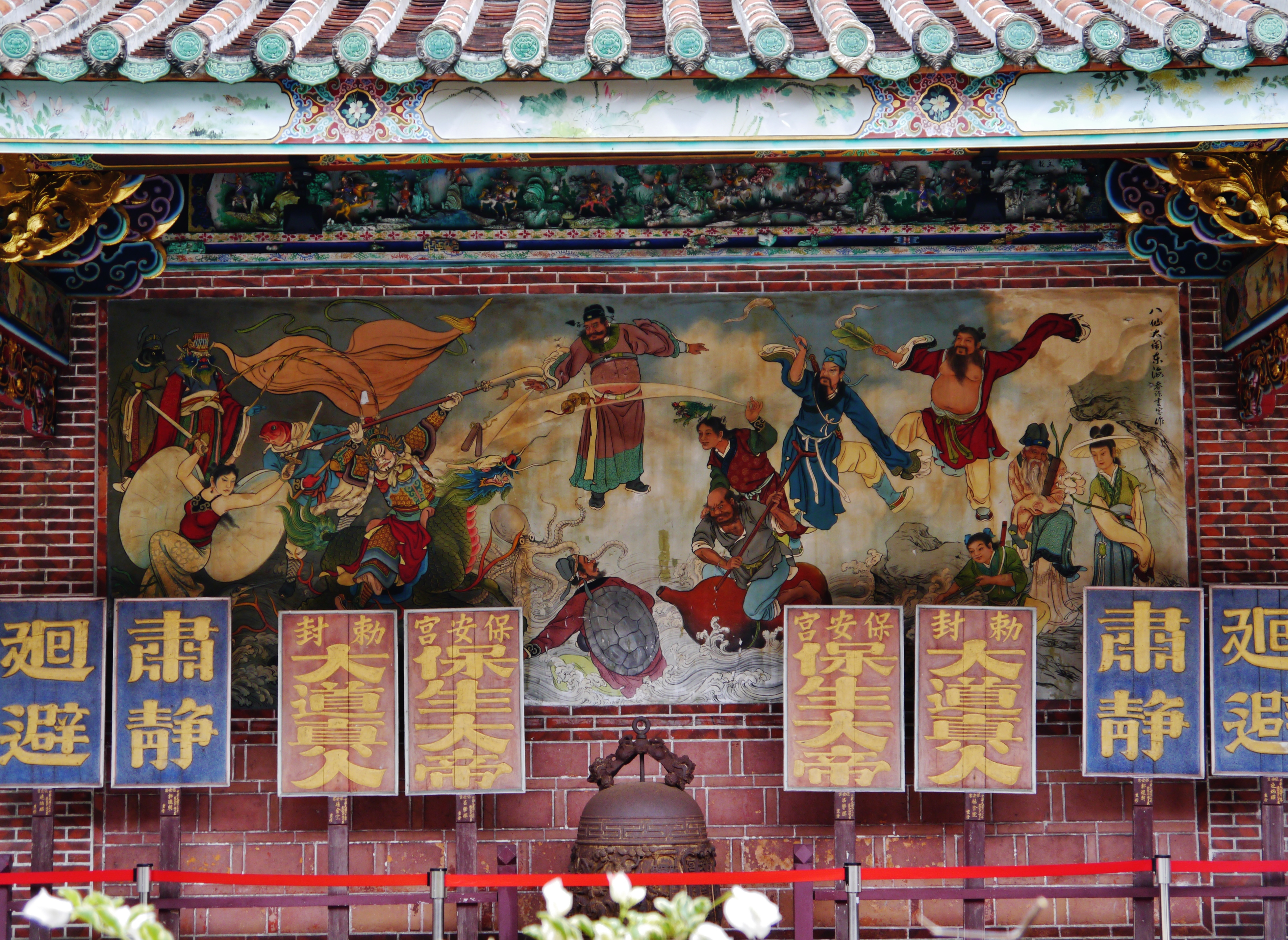
潘麗水於大龍峒保安宮所繪〈八仙大鬧東海〉(大龍峒保安宮 正殿後迴廊壁畫)

他的畫作目前仍保留在許多廟宇中，包括大龍峒保安宮、大甲鎮瀾宮、台灣府城隍廟、台南法華寺、中和境北極殿、學甲慈濟宮、南鯤鯓代天府、臺灣首廟天壇、白河永安宮、安平伍德宮、哈瑪星代天宮、鳳邑舊城城隍廟、鳳山開漳聖王廟、鳳山城隍廟、高雄三鳳宮、岡山壽天宮、梓官城隍廟、大寮南雄代天府、林邊忠福宮、鹽水護庇宮、關廟山西宮、太保福濟宮等。其中1973年他在大龍峒保安宮正殿迴廊完成的七幅壁畫被視為其經典之作。大龍峒保安宮曾邀請澳洲壁畫修復專家清洗修復，三鳳宮也保存「被譽為潘麗水門神彩繪最高顛峰的作品」。而根據行政院文建會會勘，高雄哈瑪星代天宮擁有潘麗水壁畫、油漆畫、泥塑、浮雕、擂金、彩繪、梁坊畫等各種創作，集合了許多潘麗水的作品。

鹽水護庇宮重建整修工程，由潘麗水大師一手包辦，工程歷經10個月，更是畢生中唯一「承包全場」的彩繪工程。整體建築的彩畫設計、規劃、施工、監督都是他一手包辦，其藝術價值非凡。
潘麗水長子潘岳雄， 1943年生於臺南，從小對繪畫興趣濃厚，求學課餘協助父親廟畫工作。1977年在父親指導下，獨自完成人生中第一個處女作-臺南法華寺門神。
1985年，潘麗水於完成南廠保安宮門神後，身體欠安而處於半退休狀態。之前長子潘岳雄獨當一面之後，眾多廟畫作品事實上均是父子合作的成果。
1993年潘麗水榮獲教育部民族藝師薪傳獎，是第一位獲得此獎的民間彩繪師。
1995年4月8日，潘麗水病逝，享壽82歲，潘岳雄承父志持續廟畫事業，並傳習授徒。

## 作品
台南市：
- 東門大人廟：門神（1956）[5]
- 關廟山西宮：舊廟門神及梁枋畫（1958）[5]
- 學甲慈濟宮：門神及梁枋畫（1964）[5]
- 麻豆代天府：藻井、壁畫及梁枋畫（1966）[5]
- 全臺吳姓大宗祠：梁枋畫（1967）[5]
- 南廠武英殿（1967、1970）[4]
- 安平文朱殿：門神（1969）[4][6]
- 中和境北極殿（1970）[5]

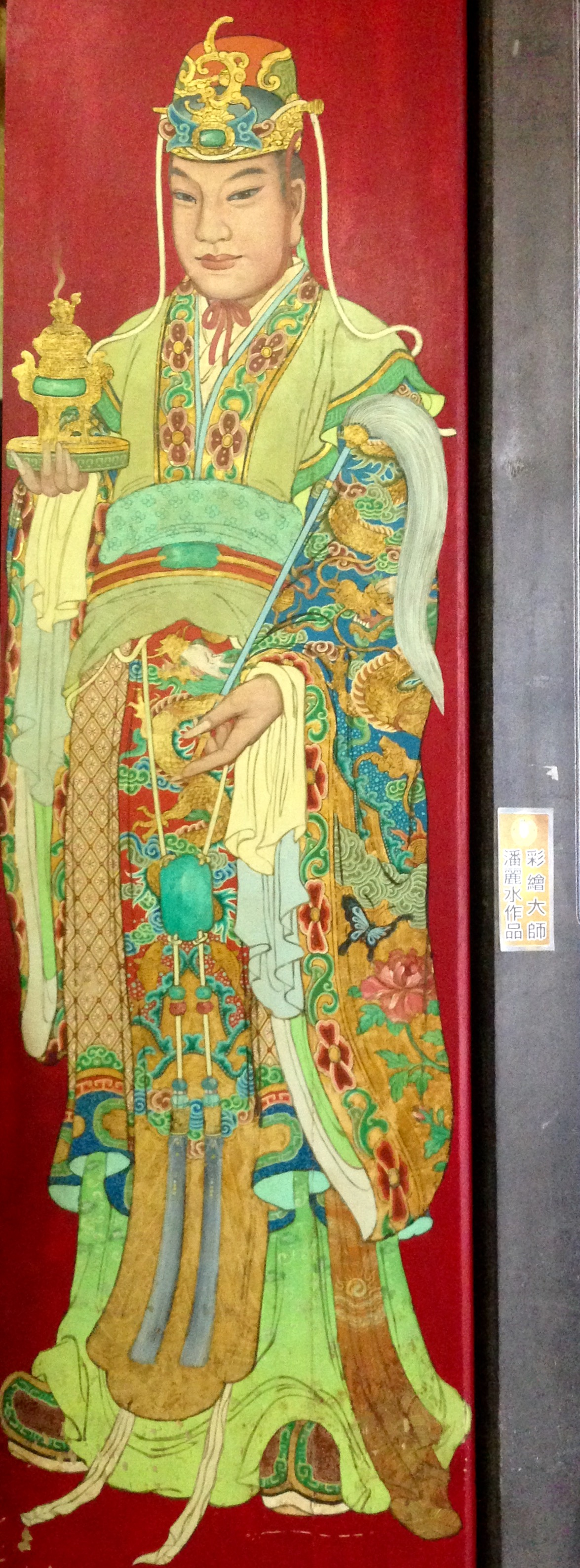
潘麗水在鹽水護庇宮所繪的作品。

- 八吉境關帝廳 ：門神、壁畫及梁枋畫（1971）[5]
- 六合境清水寺（1974）[4]
- 西華堂：門神（1975）[7][5]
- 西德堂（1975）[5]
- 白河大仙寺：門神及壁畫（1973）[5]
- 台灣府城隍廟：門神（1976）[5]
- 法華寺：壁畫（1976）[5]
- 南鯤鯓代天府：門神及梁枋畫（1980）[5]
- 四鯤鯓龍山寺
- 德化堂：壁畫（1987）[5]
- 南廠保安宮：門神及壁畫（1985）[5]
- 法華寺：梁枋畫（1989）[5]
- 新化天壇護安宮：門神（1984）
- 重慶寺
- 大天后宮
- 臺灣首廟天壇
- 安平伍德宮
- 鹽水護庇宮：門神
- 白河永安宮

高雄市：
- 哈瑪星代天宮：壁畫（1958）[5]
- 鳳邑舊城城隍廟：門神（約1968）[8]
- 高雄三鳳宮（1968）[4]
- 鳳山開漳聖王廟
- 鳳山城隍廟
- 岡山壽天宮
- 梓官城隍廟

- 阿蓮薦善堂
- 大寮南雄代天府
- 茄萣金鑾宮：門神 [9]
- 永安文興宮：門神[10]
- 永安黃家古厝：高雄市歷史建築，未開放參觀[11]。
- 大林蒲鳳林宮

屏東縣
- 九如三山國王廟：門神（1986）[5]
- 林邊忠福宮

嘉義縣：
- 太保福濟宮

台北市：
- 大龍峒保安宮：壁畫（1973）[5]
- 台北 慈惠堂：門神

台中市：
- 大甲鎮瀾宮

雲林縣：
- 水林都玄天宮：門神

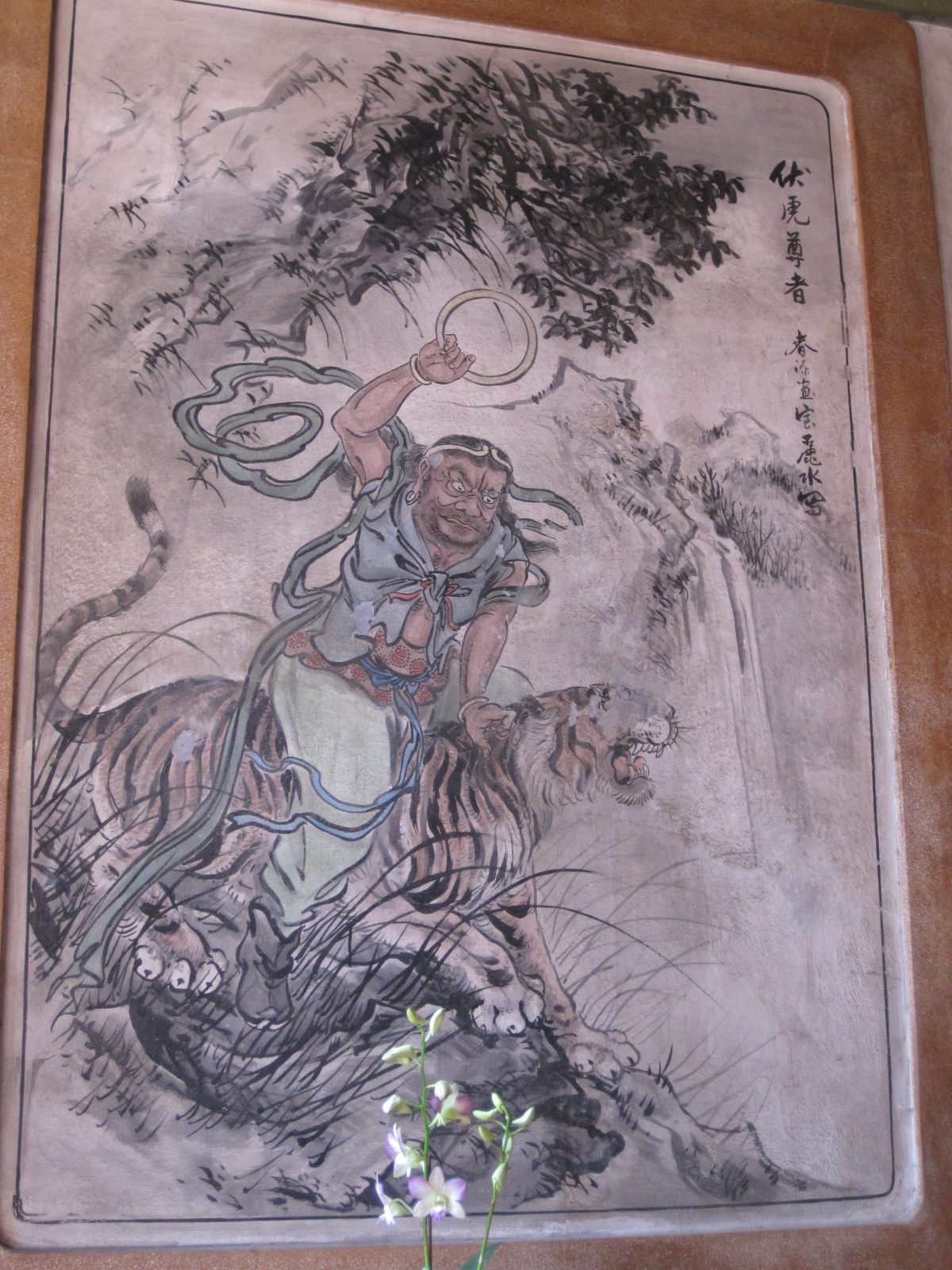
台南北極殿「伏虎尊者」
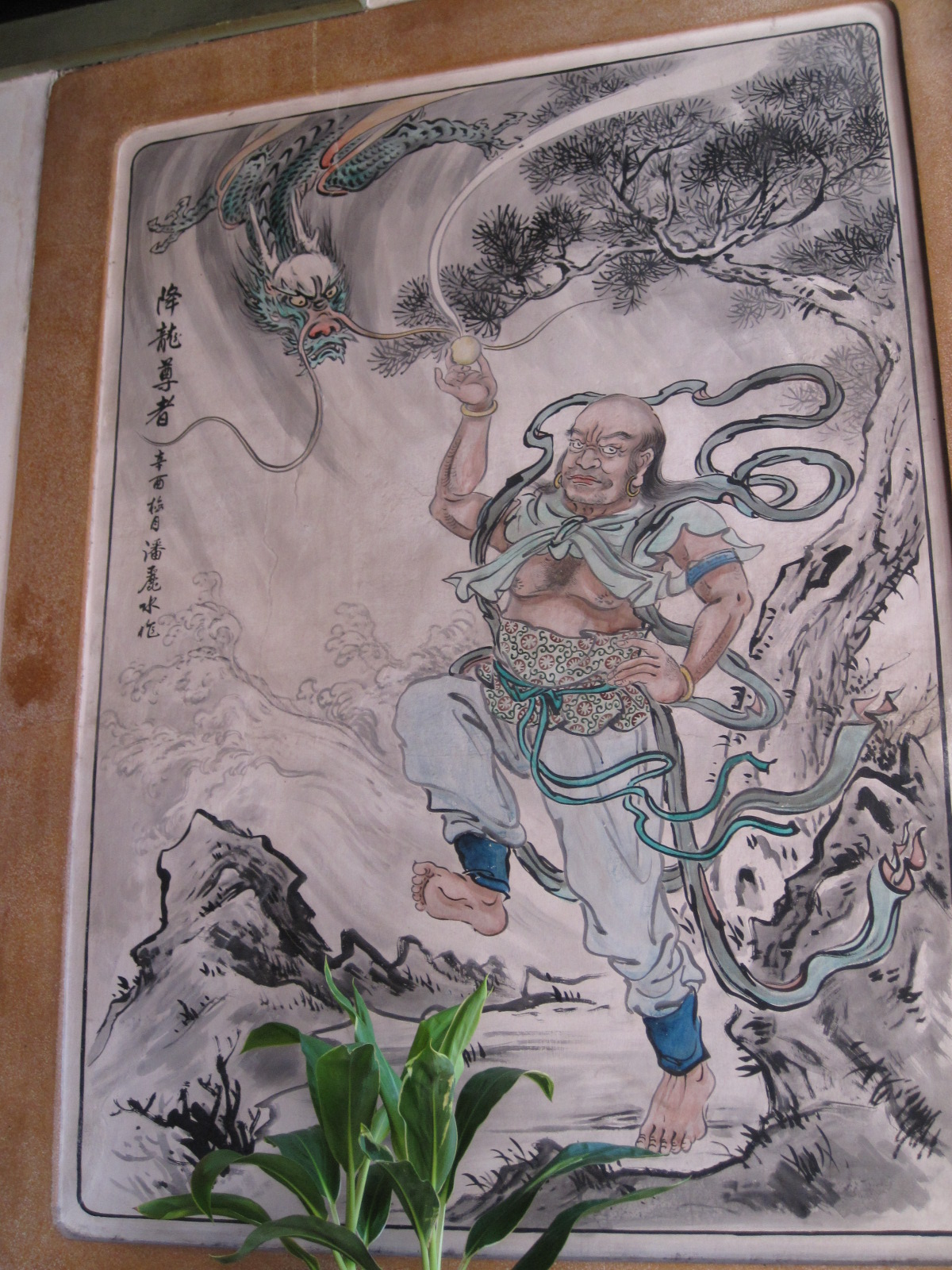
台南北極殿「降龍尊者」
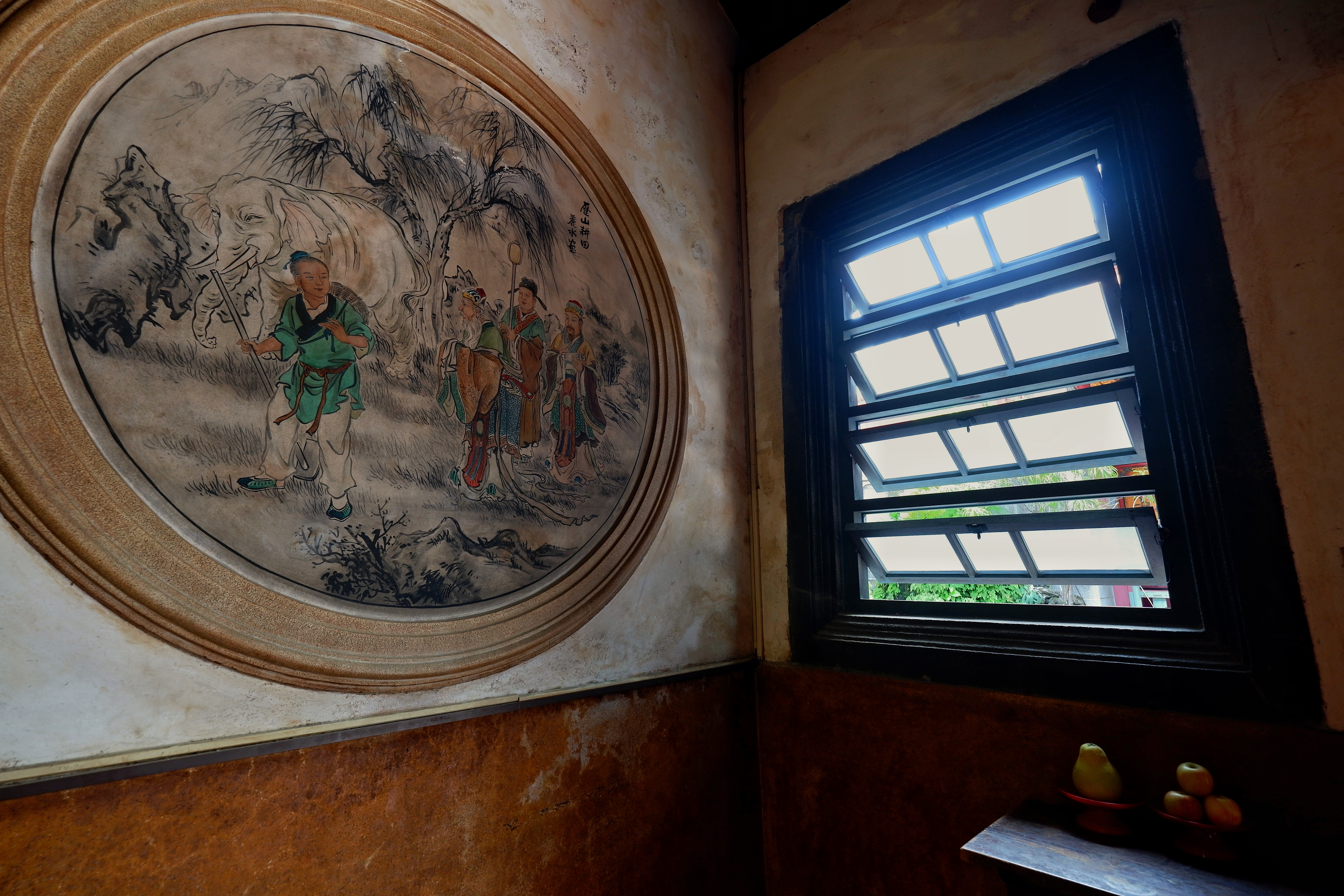
台南北極殿「歷山耕田」
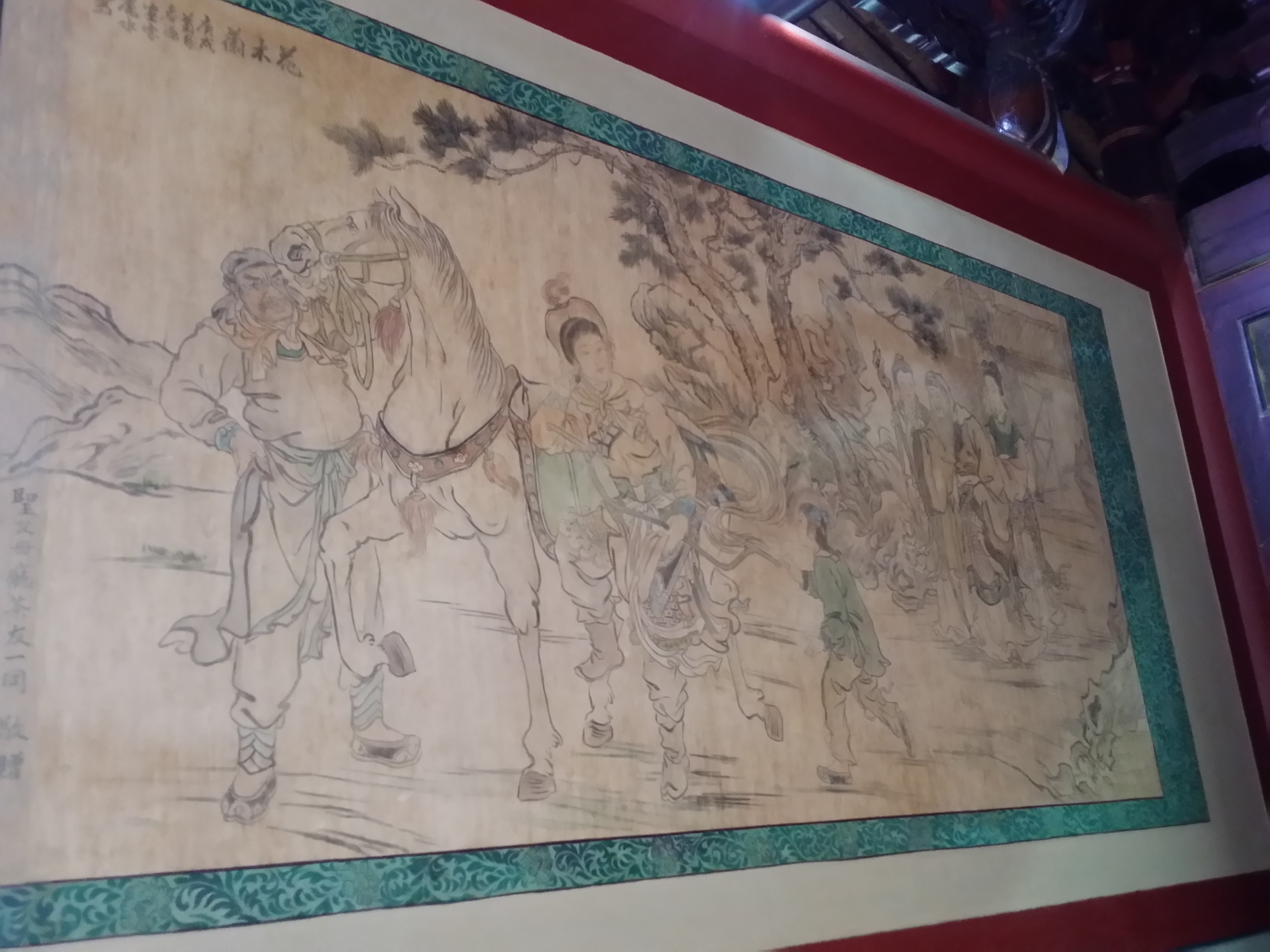
台南大天后宮「花木蘭」
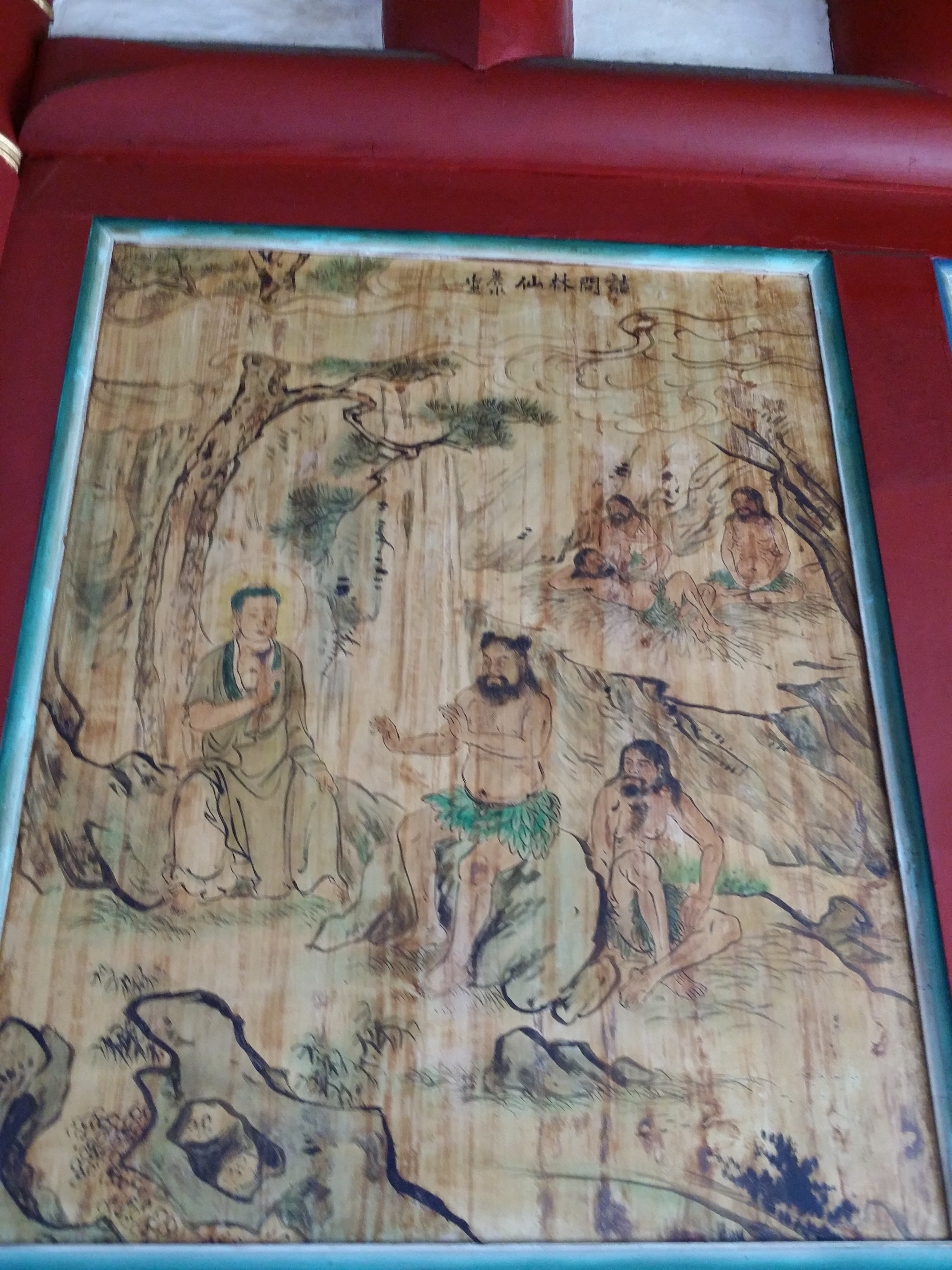
台南大天后宮「詰問林仙」
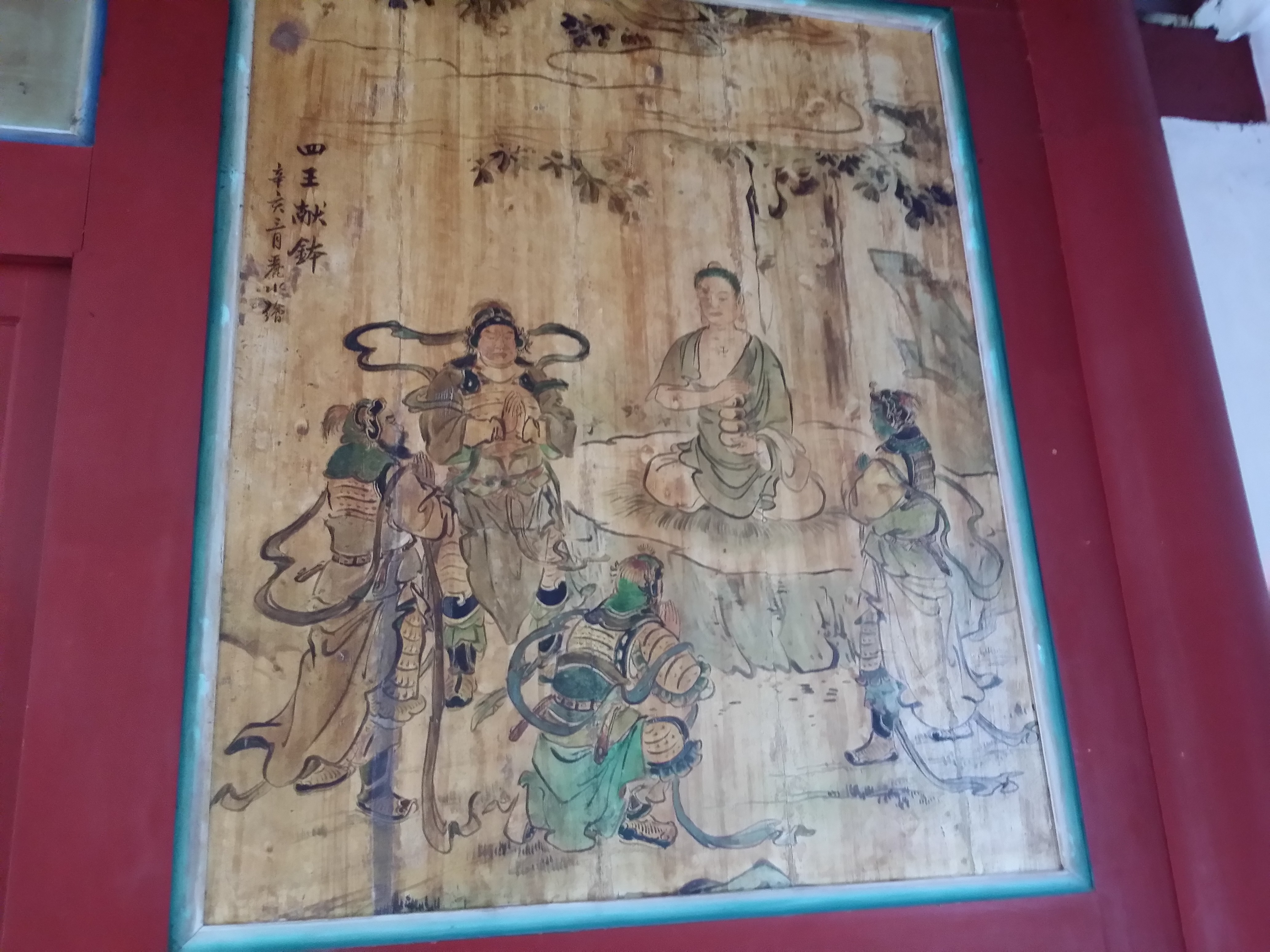
台南大天后宮「四王獻鉢」
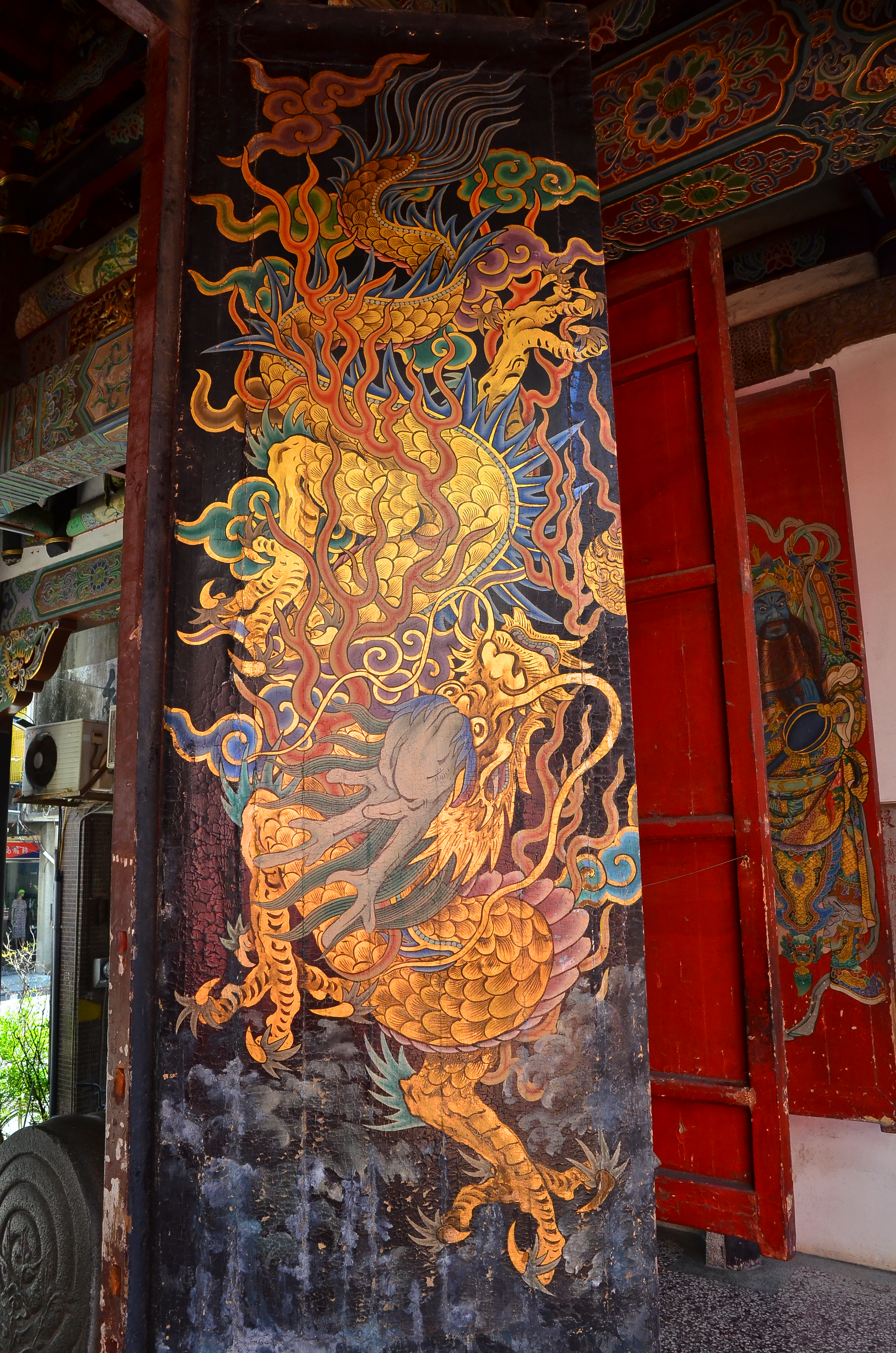
台南北極殿廟門
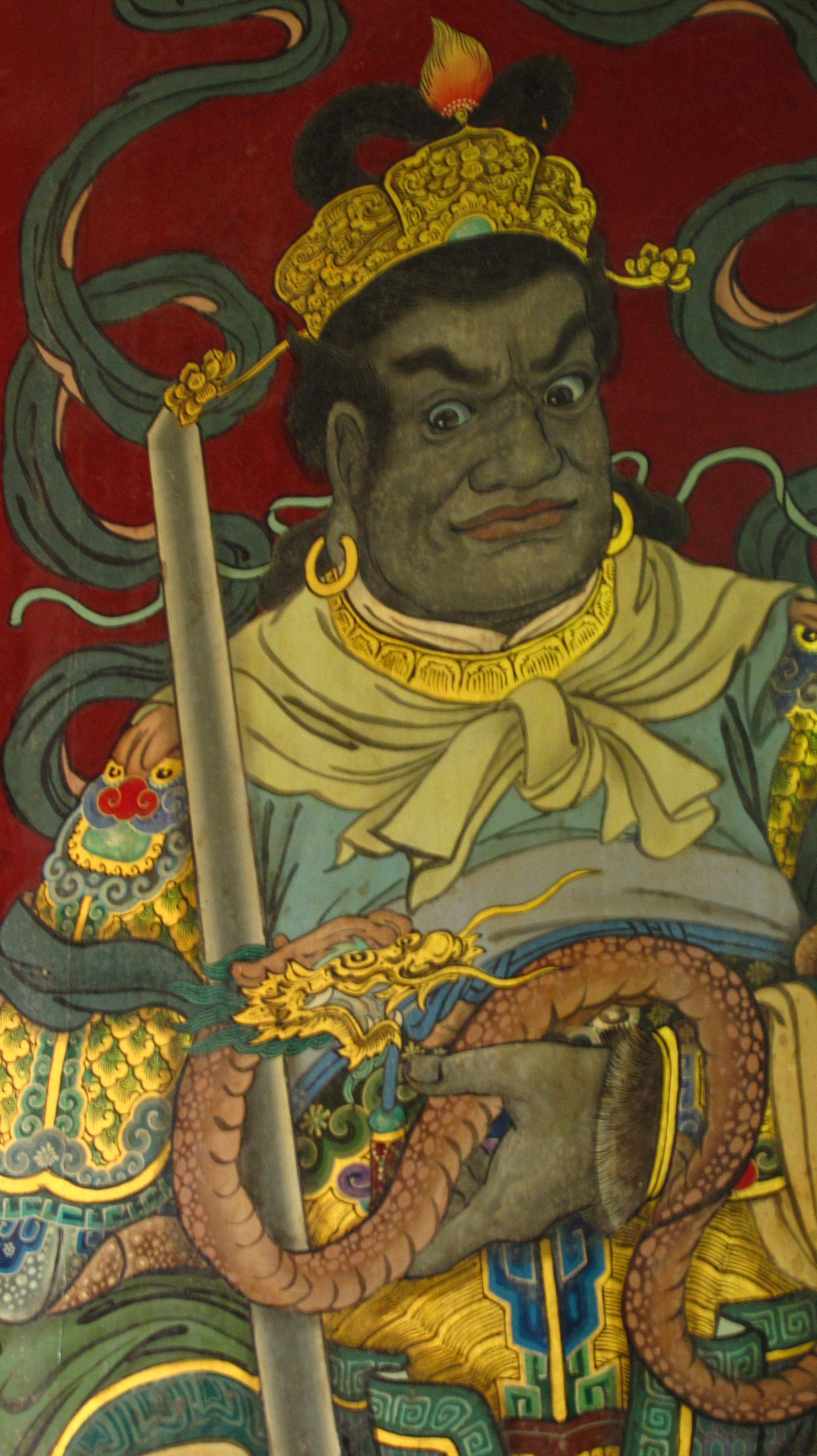
台南法華寺門神
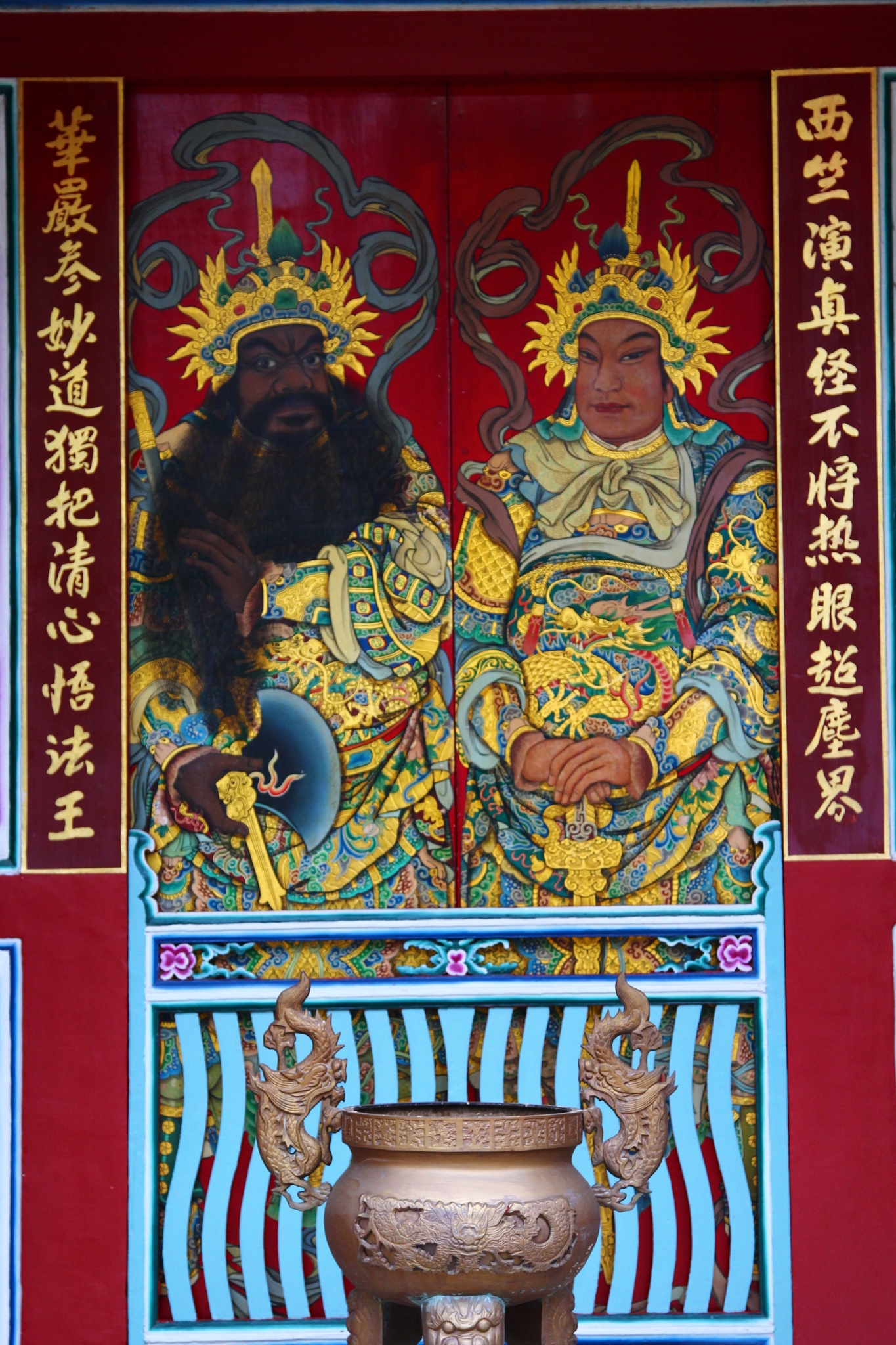
台南西華堂門神
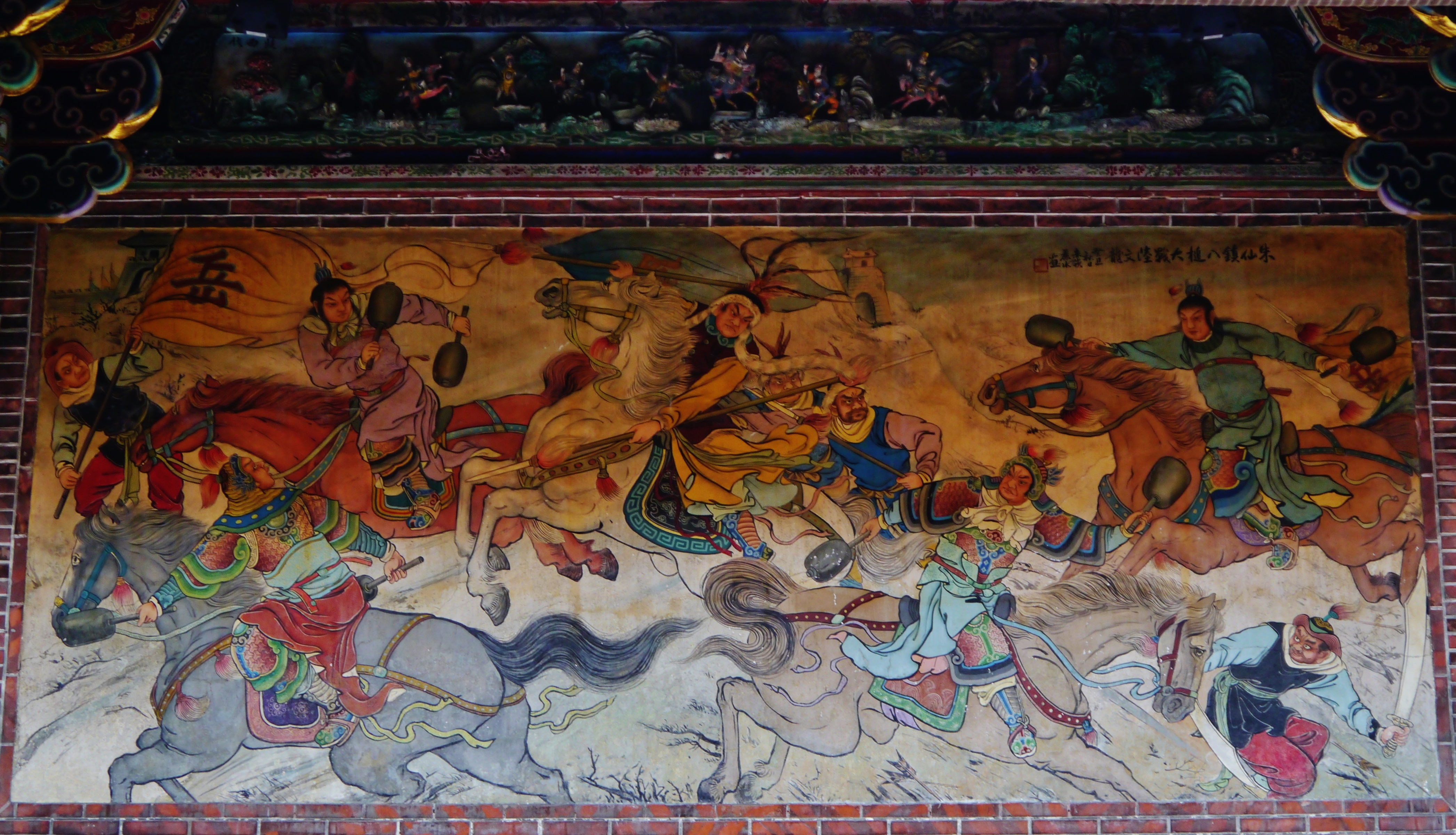
大龍峒保安宮「朱仙鎮八槌」
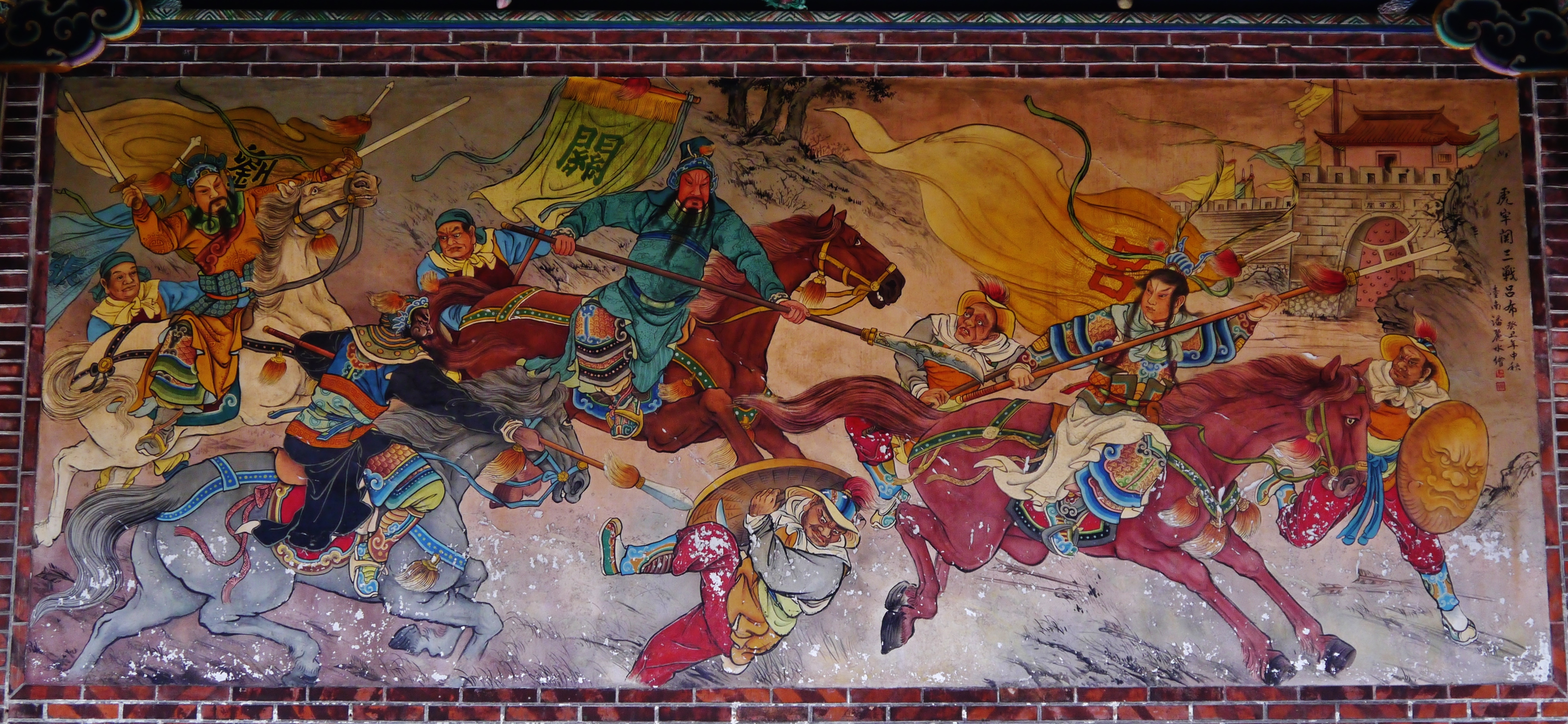
大龍峒保安宮「虎牢關三戰呂布」
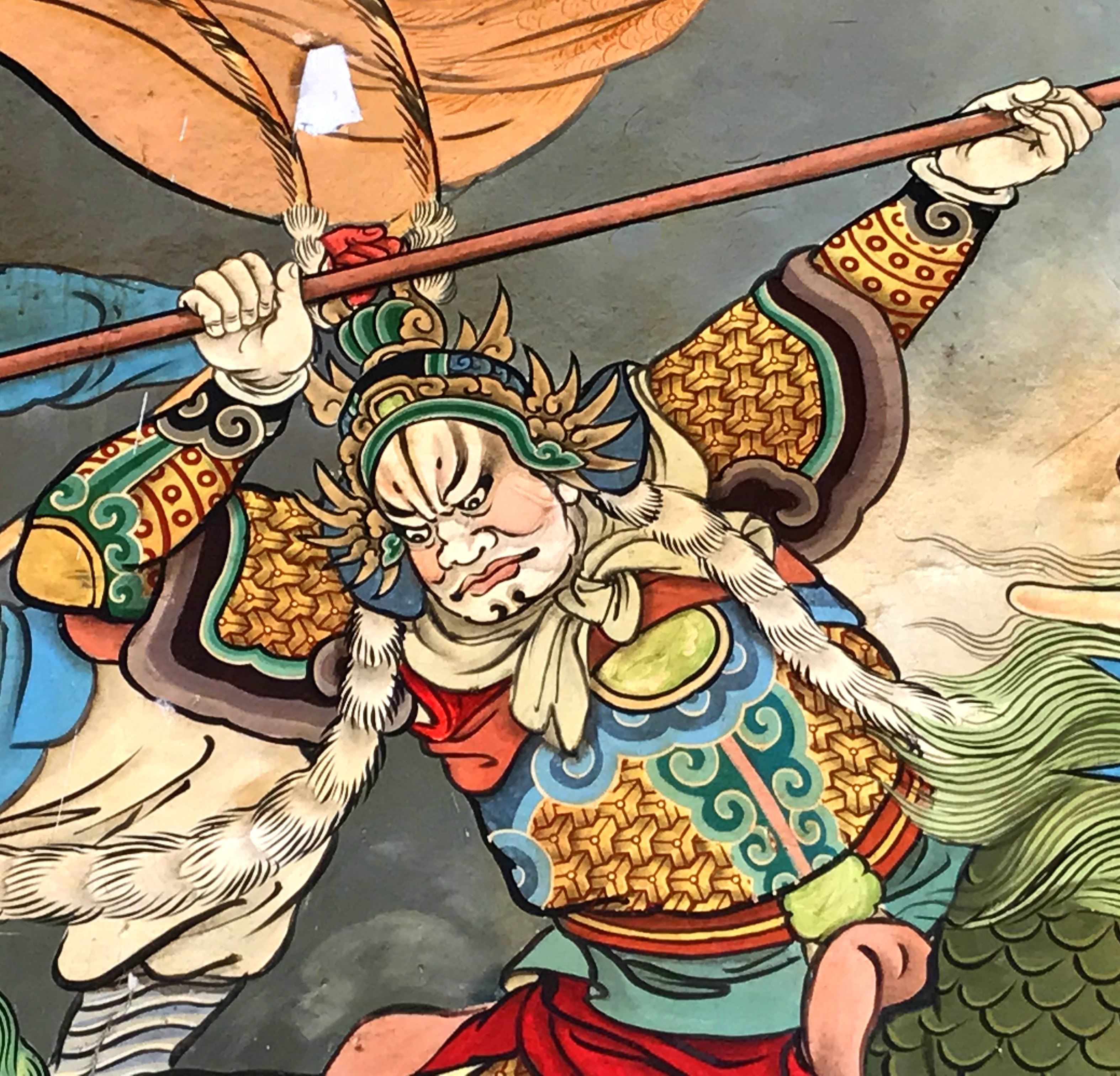
大龍峒保安宮
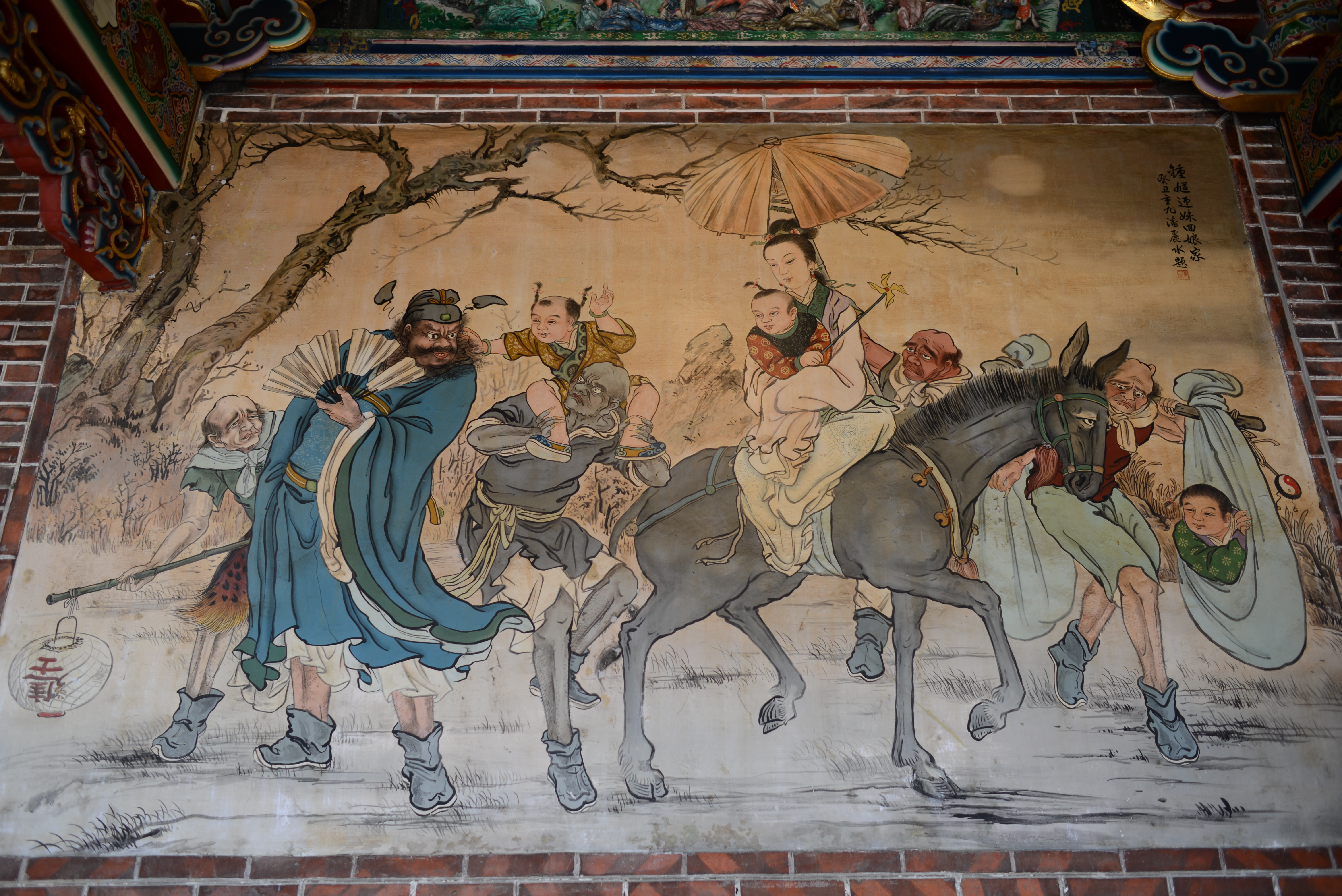
大龍峒保安宮「鍾馗嫁妹」
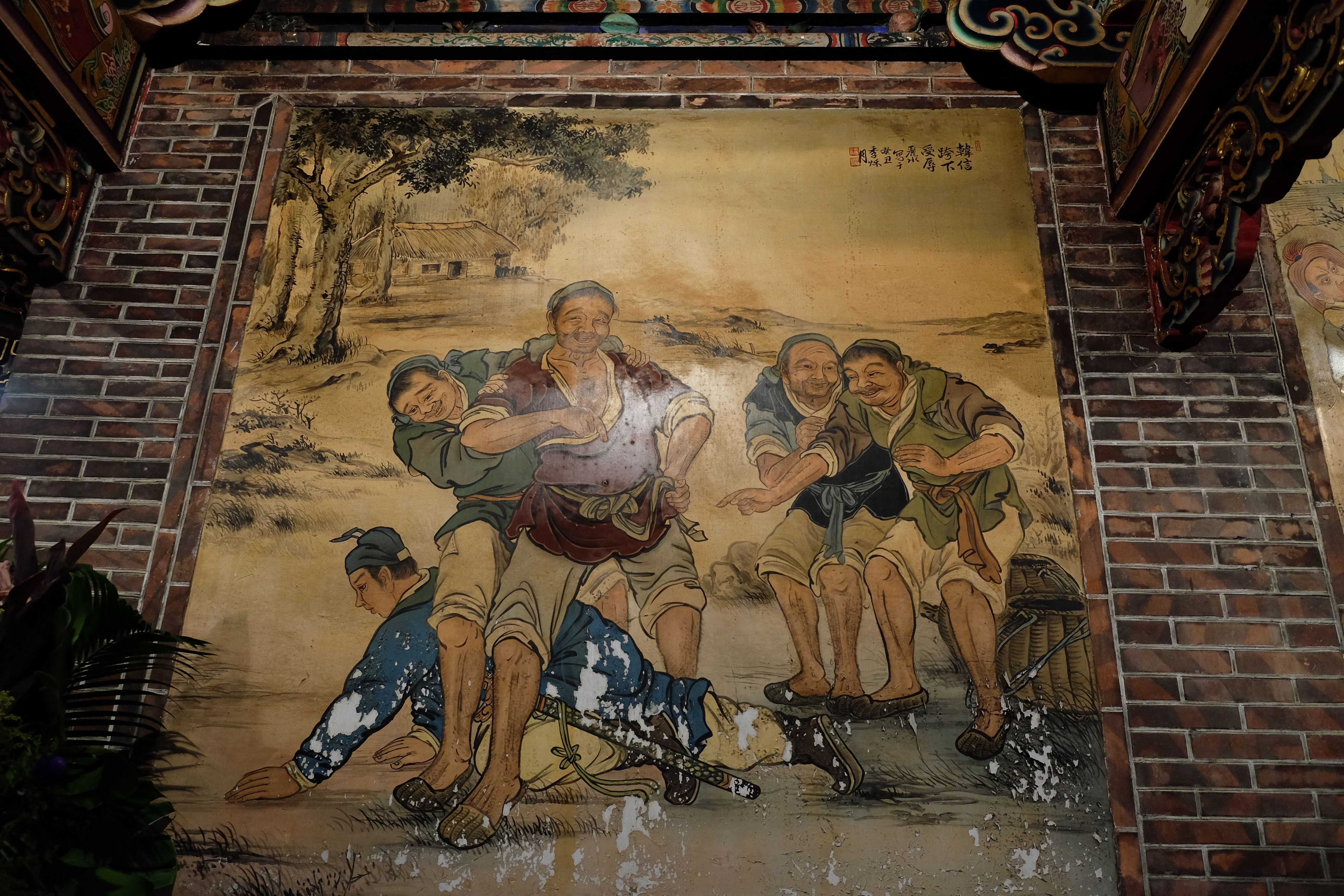
大龍峒保安宮「韓信跨下受辱」
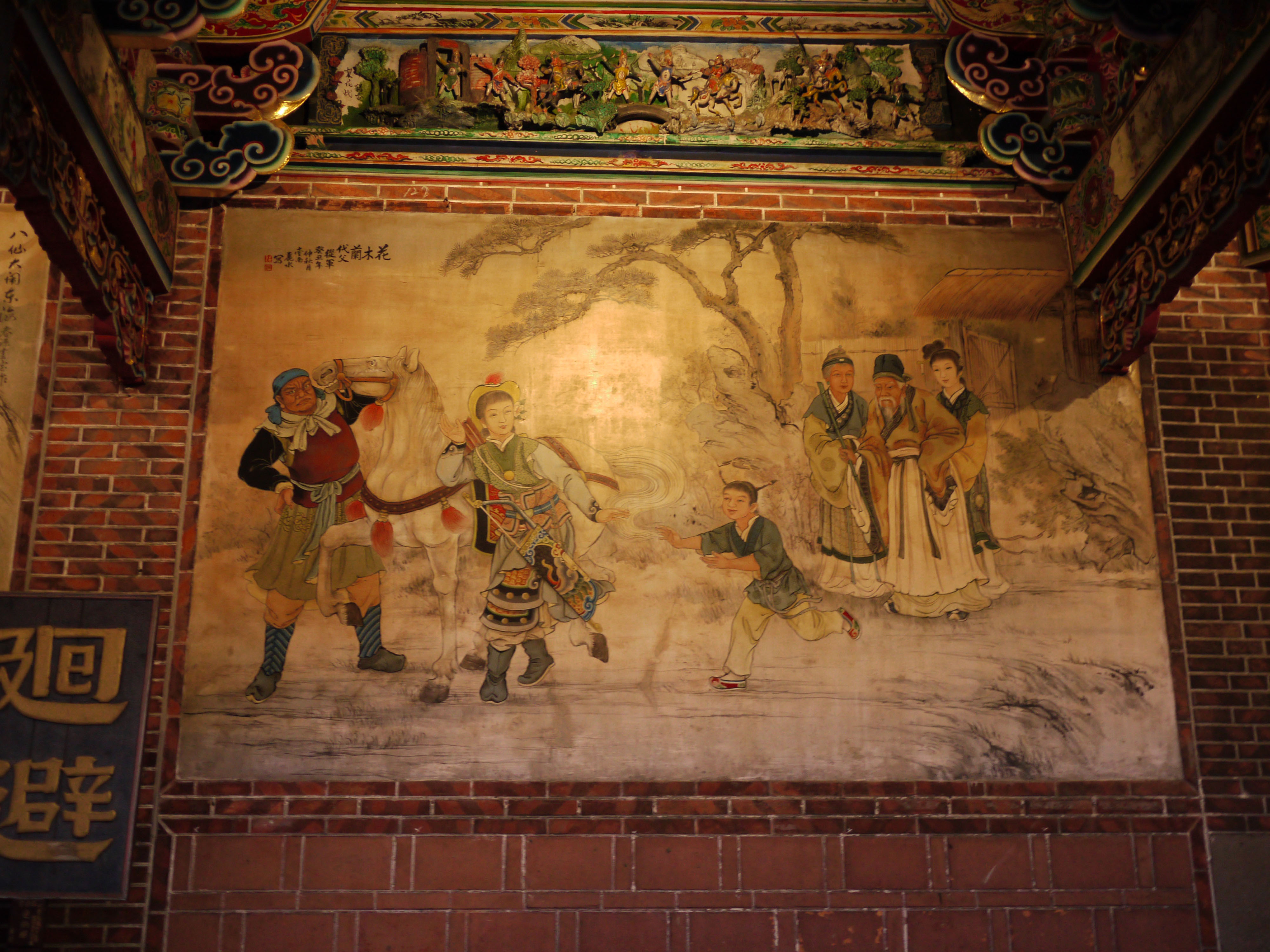
大龍峒保安宮「花木蘭代父從軍」
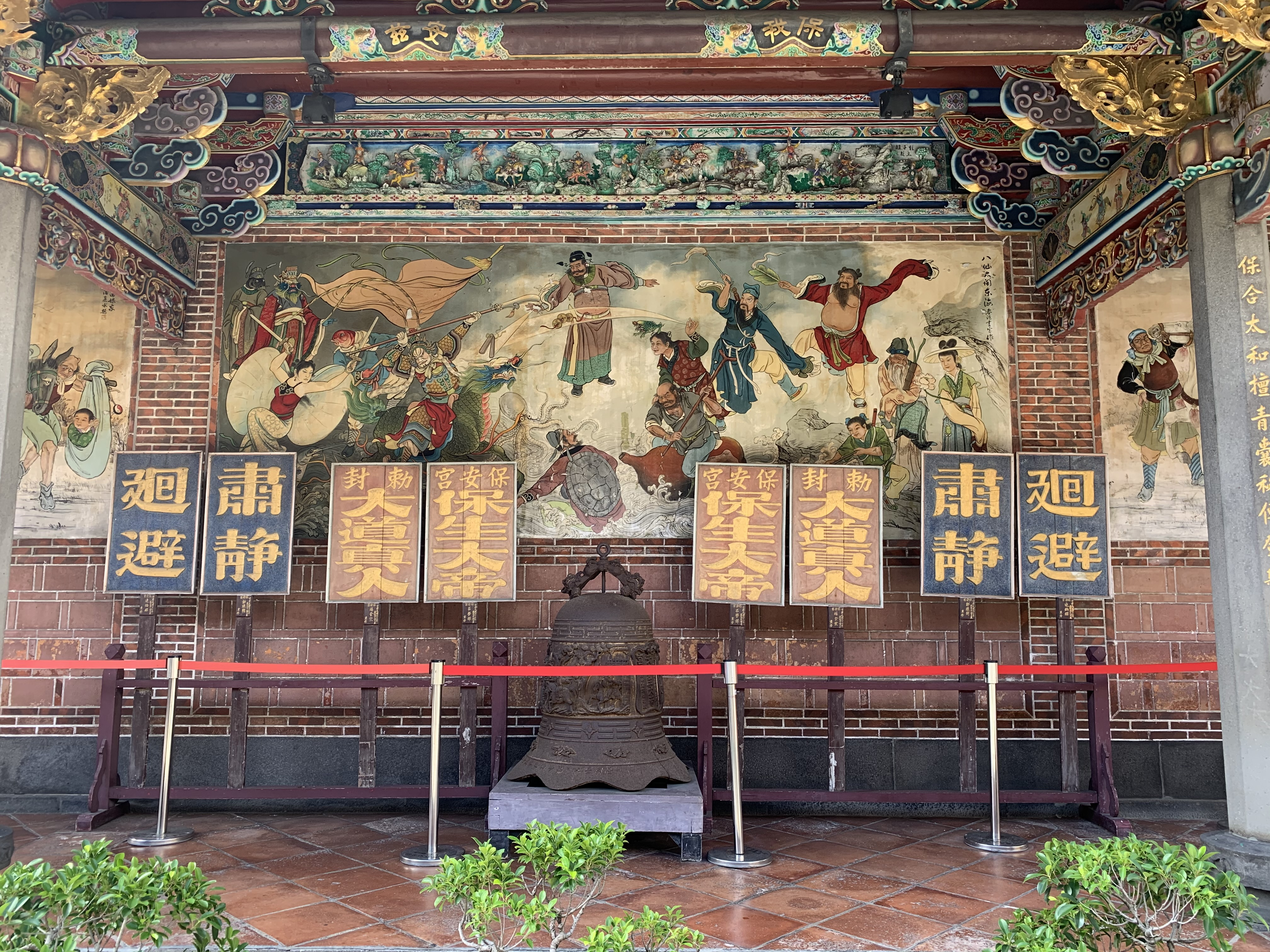
大龍峒保安宮「八仙鬧東海」
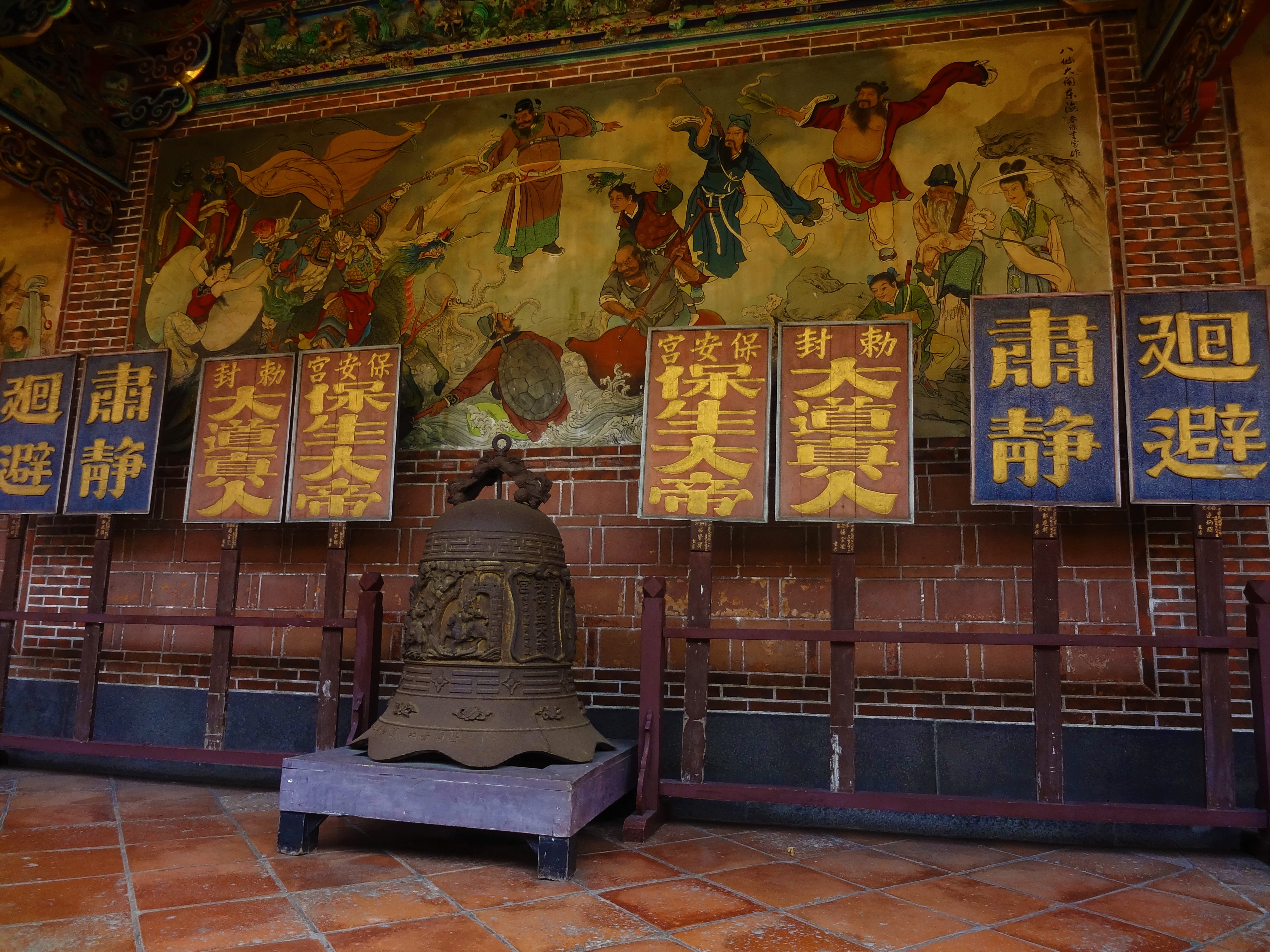
大龍峒保安宮「八仙鬧東海」

## 相關人物

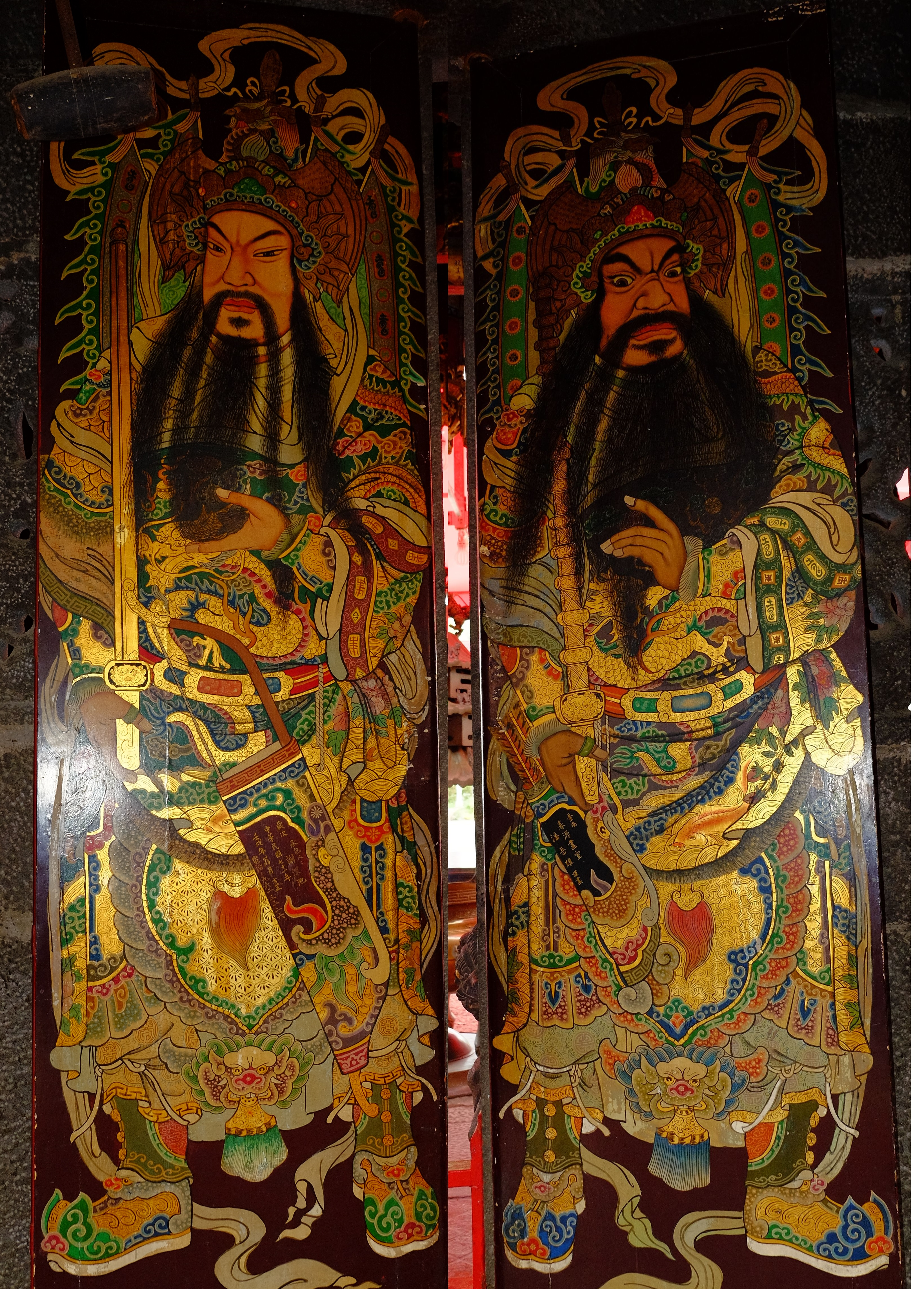
先嗇宮門神 (潘麗水長子潘岳雄繪)

- 潘岳雄（1943年 -  ） ，潘麗水兒子、學生
- 薛明勳（1936年 - 2001年），潘麗水學生，作品有：臺南藥王廟、全臺首邑縣城隍廟、臺南三山國王廟[12][13]
- 蔡龍進（1948年 - ），潘麗水學生，作品有：臺南辜婦媽廟、板橋慈惠宮、大稻埕霞海城隍廟、台北行天宮、艋舺龍山寺[12][14]
- 王妙舜（1947年 - ），潘麗水學生，作品有：臺南德化堂、臺南西來庵、竹篙厝仁和宮 [12][15]、臺南慈蔭亭[16]、臺南馬公廟、臺南永華宮、安平大眾廟 、新化觀音亭

## 外部連結
- 就地游牧:《潘麗水彩繪廟門：鬍鬚仔》